# Takuya Uchida
Takuya Uchida (内田 宅哉?, Uchida Takuya; Chiba, 2 giugno 1998) è un calciatore giapponese, centrocampista del Nagoya Grampus.

## Palmarès

### Club

#### Competizioni nazionali
- Coppa J. League: 1

FC Tokyo: 2020